# Micke Johansson
Hans Mikael Ulke Johansson, född 15 februari 1966, är en svensk sångare, gitarrist och låtskrivare, känd som grundare och frontfigur i punkbanden Strebers och Dia Psalma, samt som en av medlemmarna i supergruppen Krymplings. Namnet "Ulke" är en sammanskrivning av hans föräldrars namn, Ulla och Åke. Till en början som smeknamn, men numer taget.
2024 bildade han bandet Vägsjäl tillsammans med Dadde Stark från Asta Kask och Inge Johansson från Gatuplan, Against Me! och andra band.

## Biografi
Micke Ulke Johansson, sångare och gitarrist, bildade 1985 tillsammans med basisten Pelle Pettersson och trummisen Johnny Rydh punkbandet Strebers. Bandets debutalbum Ur led är... gavs ut 1986 och totalt utkom sju fullängdsalbum innan bandet upphörde efter att Johnny Rydh dött i en bilolycka. Ulke och Strebers dåvarande basist Fredrik "Ztikkan" Blomberg gav ut det sista albumet Till en vän efter Rydhs död.
Ulke och Ztikkan ombildade så småningom bandet under det nya namnet Dia Psalma tillsammans med trummisen Stefan "Stipen" Carlsson (tidigare Merciless). Första albumet, Gryningstid, gavs ut 1994 och Dia Psalma släppte tre album innan bandet upplöstes 1997. Det dröjde nästan tio år innan bandets återförening 2006, och det året därpå utgivna albumet Djupa skogen, som 2009 följdes upp med femte skivan Re Voltere.
Under sin tid som sångare i Strebers bestod hans bidrag som låtskrivare företrädesvis av melodier snarare än texter. I samband Johnny Ryds död och bildandet av Dia Psalma visade han dock även talang som textförfattare.
Ulke är också sedan åren 1993  - 1994 med i en så kallad "supergrupp", Krymplings, tillsammans med Per Granberg (Charta 77) och Curre (Coca Carola) på gitarr, Mongo (Köttgrottorna) på bas, Mart Hällgren (De Lyckliga Kompisarna) på trummor. Krymplings turnerade och släppte 1994 en självbetitlad skiva. Bandet återförenades kort 2004 och genomförde spelningar på Kafé 44, festivalen Augustibuller och Beat Butchers 20-årsjubileum på Tantogården. 2017 turnerade Krymplings på nytt, och släppte i maj samma år sin andra skiva, Första var gratis.
Ulke spelade även gitarr och sjöng i bandet Puffror & Pickadoller 2009-2010.

## Låtar (i urval) med text & musik av Ulke
- Hon får
- Sol över oss
- Alla älskar dig
- Hundra kilo kärlek
- Mamma
- Gryningsvisa i D-moll
- Som man är
- Luft (tillsammans med Kajsa Grytt)

## Låtar (i urval) med musik av Ulke
- Tro rätt tro fel
- Emelie
- Balladen om lilla Elsa
- Ung & arg

## Diskografi

### Med Strebers

#### Album
- 1986 - Ur led är...
- 1987 - Öga för öga  (mini-LP)
- 1990 - I fädrens spår
- 1991 - Kaos & skrål 85-87
- 1991 - Kallt stål, varmt blod
- 1992 - Till en vän
- 1993 - Öga för öga (cd)
- 2000 - Blod, svett & tårar (dubbel-cd)
- 2001 - Meningslöst Liv(e)
- 2016 - Kaos & Vrål

#### Singlar
- 1985 - Ung & Arg
- 1986 - På Liv & Död
- 1988 - Bad Boys Behind Bars
- 1990 - Flickan & Kråkan

### Med Dia Psalma

#### Album
- 1994 - Gryningstid
- 1995 - Efter allt
- 1996 - Sell Out (B-sidor + lite nytt)
- 2006 - Psamlade psalmer (Samlingsalbum)
- 2007 - Djupa skogen  (även på vinyl)
- 2009 - Re Voltere

#### Singlar
- 1993 - Hon får...
- 1994 - Stora bollar av eld
- 1994 - Tro rätt, tro fel
- 1994 - Balladen om lilla Elsa
- 1994 - Noll
- 1995 - Hundra kilo kärlek
- 1995 - Luft
- 2007 - Som man är
- 2008 - Kalle Iskall
- 2009 - Kulisser
- 2015 - Från och med nu

### Med Krymplings
- 1994 - Krymplings
- 2017 - Första var gratis

### Fotnoter
1. ↑  ”Dia Psalma - Re Voltere” (på engelska). Discogs. https://www.discogs.com/Dia-Psalma-Re-Voltere/release/3190429. Läst 28 september 2017.
2. ↑  ”Nytt från Krymplings”. Mynewsdesk. http://www.mynewsdesk.com/se/rmpmusik/pressreleases/nytt-fraan-krymplings-1859734. Läst 16 oktober 2017.